# 오투 붐베우
페드루 오투 붐베우(포르투갈어: Pedro Otto Bumbel; 1914년 7월 6일, 타카라 ~ 1998년 8월 2일, 포르투 알레그리)는 브라질의 축구 선수이자 감독으로, 사바델, 발렌시아, 라싱 산탄데르, 엘체, 세비야, 아틀레티코 마드리드, 말라가를 포함한 다수의 스페인 구단 감독직을 역임했다.
스페인 무대에 발을 들이기 전, 붐베우는 코스타리카의 사프리사에서 활동했는데, 1952-53 시즌에 구단의 사상 첫 프리메라 디비시온 우승을 이끌었다.

## 수상
아틀레티코 마드리드
- 코파 델 헤네랄리시모: 1964-65[7]